# Зевако, Мишель
Мишель Зевако (фр. Michel Zévaco; Аяччо, Корсика, 1 февраля 1860 — Обонн, Валь-д’Уаз, 8 августа 1918) — французский журналист, писатель, издатель, кинорежиссёр, антиклерикал и анархист.

## Биография
Работал преподавателем литературы в коллеже во Вьене близ Лиона, в 1882 году записался в 9-й драгунский полк, в 1886 году стал политическим журналистом, тяготел к анархизму и антиклерикализму.
С 1890 года сотрудничал в ежедневной парижской газете «Равенство» (фр. L’Egalité), где снискал себе славу хлёсткими полемическими оборотами (например, называя солдат «современными рабами»).
27 марта 1892 года основал еженедельный журнал Gueux («Нищий»), но сумел выпустить только один номер.
Выступая с антибуржуазными заявлениями в поддержку анархистов (в частности, Равашоля), опубликовал призыв «Если вам нужны деньги, возьмите их сами, а если понадобится кого-нибудь убить — так и убейте!», отказался оплатить штраф 2 тысячи франков и попал на шесть месяцев в тюрьму Сент-Пелажи.
Позднее сотрудничал в журнале Libertaire («Анархист») и в анархистской газете La Renaissance («Возрождение»).
Прервав журналистскую карьеру на некоторое время, вернулся к ней в 1898 году, освещая «дело Дрейфуса».
Разочаровавшись в общественной активности, с 1899 года занялся написанием приключенческих исторических романов, некоторые из них сохраняют популярность по сей день (в частности, в 1960 году был экранизирован роман «Капитан»).
В 1917 году впервые выступил в качестве кинорежиссёра.

## Избранная библиография
- «Борджиа» (Borgia! 1906) — Серия «Рагастены» Том 1
- «Трибуле» (Triboulet, 1910) — Серия «Рагастены» Том 2
- «Двор чудес» (Arthème Fayard 1910) — Серия «Рагастены» Том 3
- «Мост вздохов» (Le Pont des soupirs, 1901)
- «Кровное дело шевалье» (Les Padaillan, 1902)
- «Тайны Нельской башни» (Buridan, Le Héros de la Tour de Nesle, 1905)
- «Нострадамус» (Nostradamus, 1907)
- «Капитан» (Le Capitan, 1906)
- «Героиня» (L’Héroïne, 1908)
- «Дон Жуан» (Don Juan, 1916)
- «Королева Изабо» (La Reine Isabeau, 1918)
- «Королева Арго» (La Reine d’Argot, ed. 1922)